# Lars-Åke Nilsson (idrottsledare)
Lars-Åke Nilsson, född 19 maj 1923 i Maria Magdalena församling i Stockholm, död 11 april 2020 i Bromma distrikt i Stockholm, var en svensk idrottsledare och pionjär inom svensk basket. Han var med och grundade Svenska Basketbollförbundet (SBBF) och var dess första ordförande i 17 år, 1952–1969. Han blev också förbundets första hedersordförande. 1953 grundade han KFUM Blackebergs IK (Blackeberg Basket), och påbörjade den basketboom som levt i västerort i Stockholm sedan dess.
Blackeberg Basket har instiftat välgörenhets- och bidragsfonden L. Åke Nilssons fond, namngiven efter honom. Lars-Åke Nilsson är begravd på Skogskyrkogården i Stockholm.